# Сива ветрушка
Сива ветрушка (лат. Falco vespertinus) је врста птице из породице Соколова. Име рода Falco је пореклом од латинских речи, falcis, falx којe oзначавају срп, што указује на оштре и јаке канџе. Реч vespertinus потиче од латинске речи vesper која значи ноћ, вече.

## Опис
Дужина тела сиве ветрушке се креће од 23 до 32 центиметра, распон крила од 65 до 77 центиметара, а тежина тела код мужјака од 115 до 190 грама, док је код женки између 130 и 197 грама. Код сиве ветрушке је заступљен полни диморфизам. Адултна женка има сива леђа и крила, наранџасту главу и доње делове тела и бело лице са црном пругом око ока која се шири ка кљуну. Адултни мужјак је плаво-сиве боје, са изузетком ногу и предела испод репа.

## Распрострањеност и станиште
Гнездећи ареал сиве ветрушке обухвата источну Европу, западну, централну и северну Азију, а главни део ареала се простире од Белорусије јужно до Мађарске, северног дела Србије, Румуније, Молдавије и дела Бугарске источно кроз Украјину, део Русије, Казахстана, све до Кине. Сива ветрушка је уско везана за степска, шумостепска и слатинска станишта, а такође настањује и пољопривредна подручја са очуваним пашњацима или степским фрагментима. Ареал врсте обухвата ниво мора, око 300 м.н.в. на западу, па све до 1.500 м.н.в. у Азији

## Биологија
Сива ветрушка се најчешће храни крупним инсектима, ситним сисарима и гуштерима. Јаја полаже у стара гнезда врана, и то најчешће у гнезда гачца, а гнезди се колонијално, као и гачац. У гнезда полаже од 2 до 4 јаја. Просечан животни век ове врсте је 13,25 година у дивљини, а 18 година у заробљеништву.  Сива ветрушка је миграторна врста, зиму проводи у субсахарској Африци и то углавном у региону пустиње Калахари. Орнитолози процењују да се на целом Свету налази од 300 000 до 800 000 јединки сиве ветрушке, са опадајућим популационим трендом.

## Угроженост
Нестанак места за гнежђење услед смањења бројности гачца и деструкције станишта представља једну од главних претњи за опстанак ове врсте. Употреба пестицида смањује бројност плена, што за последицу има смањење бројности многих врста птица, између осталог и сиве ветрушке. Још неки од угрожавајућих фактора су и интензификација пољопривреде и страдање током сеобе.

## Сива ветрушка у Србији
У Србији се гнезди једино у Војводини, где се популација процењује на од 100 до 150 парова са трендом наглог пада бројности.